# Stazione di Campomigliaio
Stazione di Campomigliaio vasútállomás Olaszországban, San Piero a Sieve településen.

## Vasútvonalak
Az állomást az alábbi vasútvonalak érintik:
- Firenze–Faenza-vasútvonal

## Kapcsolódó állomások
A vasútállomáshoz az alábbi állomások vannak a legközelebb:
- Stazione di San Piero a Sieve
- Stazione di Vaglia